# Tomasz Choczaj
Tomasz Choczaj (ur. 21 maja 1976 w Poznaniu) – polski hokeista na trawie, olimpijczyk.

## Kariera
Syn Kazimierza i Marii Sobkowiak, od 1995 jest żołnierzem zawodowym (podoficerem). W dzieciństwie rozpoczął treningi hokejowe w Grunwaldzie Poznań, pozostał związany z tym klubem przez dalszą część kariery. W drużynie seniorskiej był kilkakrotnie mistrzem Polski (na otwartym stadionie 1996, 1997, 1999, 2000, 2001, 2002, w hali w 2001), a także uczestniczył w turnieju finałowym klubowego Pucharu Zdobywców Pucharów w 1997 (3. miejsce). Gra na obronie.
W latach 1995–2002 rozegrał 86 spotkań w reprezentacji narodowej, biorąc udział m.in. w mistrzostwach Europy (1999), mistrzostwach świata (1998, 2002), igrzyskach olimpijskich w Sydney (2000, 12. miejsce). Strzelił 16 bramek w meczach reprezentacji.
W roku 1996 zdobył z młodzieżową reprezentacją Polski tytuł halowego mistrza Europy.
W roku 1999 i 2006 roku wywalczył srebrny medal halowych mistrzostw Europy seniorów, a w roku 2001 na mistrzostwach w Lucernie wywalczył brązowy medal.
Zdobył również dwa srebrne medale podczas halowych mistrzostwa świata w  2003 roku w Lipsku oraz w 2007 roku w Wiedniu .
Hokeistą jest również jego brat Sławomir, który zaliczył w reprezentacji narodowej 72 mecze.

## Odznaczenie
- Złoty Krzyż Zasługi (2007)[5][6]